# 1518 Rovaniemi
Az 1518 Rovaniemi (ideiglenes jelöléssel 1938 UA) a Naprendszer kisbolygóövében található aszteroida. Yrjö Väisälä fedezte fel 1938. október 15-én, Turkuban.